# 堰门乡
堰门乡是中国陕西省安康市岚皋县下辖的一个乡。

## 行政区划
堰门乡下辖以下行政区：
隆兴村、一心村、堰门村、青春村、长征村、天圣寺村、水磨沟村、团员村、瑞金村、延安村、中武村、建军村、进步村